# Deutscher Ausschuss für Stahlbeton
Der Deutsche Ausschuss für Stahlbeton e. V. (DAfStb) ist ein Fachgremium zur Förderung des Betonbaus. Er besteht seit 1907, bis 1941 unter dem Namen Deutscher Ausschuss für Eisenbeton. Er hat die Rechtsform eines eingetragenen Vereins mit Sitz in Berlin.
Der DAfStb befasst sich mit der Forschung und gibt als besonderes Merkmal Schriftreihen (Hefte) heraus, die, ergänzend zu den entsprechenden Normen, Richtlinien für den Betonbau enthalten, die zu den anerkannten Regeln der Baukunst gehören. Sie erscheinen im Beuth-Verlag (2016 erschien Heft Nr. 622).

## Geschichte
Der Deutsche Ausschuss für Eisenbeton wurde 1907 gegründet. Sitz war anfangs in der Wasserbauabteilung des Preußischen Ministeriums für Öffentliche Arbeiten in Berlin (Leipziger Str.). 1916 wurden erstmals Bestimmungen zur Ausführung von Bauwerken aus Beton und Eisenbeton herausgegeben zusammen mit Musterbeispielen. 1917 erfolgte die Gründung der DIN als deutschem Normenausschuss. Es wurden Arbeiten über Beton und Eisenbeton ausgeschrieben und angekauft und Ausschüsse für Beton in Moor und bei Meerwasser gegründet. 1925 erfolgte eine erweiterte Neuauflage der Bestimmungen die auch vom DIN Ausschuss (DIN 1044 bis 1048) übernommen wurden. Bei der dritten Auflage 1932 konnten Fachleute erstmals Stellung nehmen, was zu 1500 teils sehr ausführlichen Einsendungen führte. 1941 erfolgte durch Erlass des Reichsverkehrsministeriums die Umbenennung des Ausschusses in „Deutscher Ausschuss für Stahlbeton“. Im hundertsten Heft wurde 1944 ein Überblick über die bisherige Tätigkeit gegeben. Die meisten Unterlagen des Ausschusses gingen im Zweiten Weltkrieg verloren (sie waren nach Potsdam ausgelagert) und der Ausschuss stellte 1945 vorübergehend seine Tätigkeit ein. Der Sekretär des Ausschusses (Amtsrat Ritter, seit 1933) kam 1944 bei einem Bombenangriff in der Geschäftsstelle ums Leben. Als 1946 der Deutsche Normenausschuss (DIN) seine Arbeit wieder aufnahm, konnte auch der DAfStb, der mit diesem schon zuvor zusammenarbeitete, wieder mit der Arbeit beginnen. Als Sitz wurde bei der Neugründung Berlin bestimmt (aus historischen und politischen Gründen) bei der Magistrats- bzw. Senatsverwaltung für Bau- und Wohnungswesen (ab 1950 in der Berliner Dienststelle des Bundesministeriums für Wohnungsbau in der Bundesallee). Er wurde dabei in den 1947 gegründeten Fachnormenausschuss Bauwesen eingegliedert. 1949 nahm der Ausschuss die Arbeit wieder auf und gab zuerst die DIN 4231 über Instandsetzung beschädigter Stahlbetonhochbauten heraus.
1953 wurde die erste Spannbetonnorm (DIN 4227) herausgegeben. Auch die Stahlbeton Bestimmungen wurden grundlegend überarbeitet und der Entwurf der DIN 1045 wurde 1968 vorgestellt. Auf den Entwurf gingen 2500 Stellungnahmen ein. 1972 wurde die Neufassung der DIN 1045 herausgegeben (und damit zusammenhängender Normen). In den 1970er Jahren begann auch die Zusammenarbeit mit europäischen Normenausschüssen (Vorbereitung des Eurocodes). Ab 1974 gab es regelmäßige Forschungskolloquien des Ausschusses an wechselnden Universitäten. Neuausgaben der zentralen DIN 1045 erschienen 1978 und 1988. Die Version 2001 orientiert sich bereits an den Eurocodes.
1991 wechselte der Sitz des Ausschusses mit dem Bundesministerium in den ehemaligen Ostteil der Stadt in die Scharrenstraße. 2001 wurde die Geschäftsstelle in das DIN eingegliedert (Sitz Burggrafenstraße in Berlin-Tiergarten).
Der DAfStb vertritt Deutschland in der Fédération internationale du béton (fib).

## Vorsitzende
- 1907 bis 1919 Carl Louis Wilhelm Germelmann (Geheimer Oberbaurat im Preußischen Ministerium für öffentliche Arbeiten, er starb 1919)
- 1919 bis 1921 Hans Lorenz-Meyer (Geheimer Baurat, Ministerialrat)
- 1921 bis 1943 Leopold Ellerbeck (Ministerialrat im Reichsverkehrsministerium, das 1921 die Geschäftsführung des Ausschusses übernahm)
- 1944/45 Kurt Plarre (Ministerialdirigent beim Generalinspektor für Wasser und Energie bzw. Reichsminister für Rüstung)
- 1947 bis 1973 Bernhard Wedler (Ministerialrat, ab 1950 in Bonn)
- 1973 bis 1991 Hanno Goffin.
- 1991 bis 1994 Eilhard Wölfel
- 1994/95 kommissarisch Peter Schießl
- 1996 Hans Luber
- 1997 bis 2004 Peter Schießl
- ab 2004 Manfred Curbach